# Queen's Club Championships 2010 - Qualificazioni singolare
Le qualificazioni del singolare ai Queen's Club Championships 2010 sono state un torneo di tennis preliminare per accedere alla fase finale della manifestazione. I vincitori dell'ultimo turno sono entrati di diritto nel tabellone principale. In caso di ritiro di uno o più giocatori aventi diritto a questi sono subentrati i lucky loser, ossia i giocatori che hanno perso nell'ultimo turno ma che avevano una classifica più alta rispetto agli altri partecipanti che avevano comunque perso nel turno finale.
Le qualificazioni ai Queen's Club Championships  2010 prevedevano 28 partecipanti di cui 4 sono entrati nel tabellone principale.

## Teste di serie
1. Marsel İlhan (secondo turno)
2. Ilija Bozoljac (ultimo turno)
3. Grega Žemlja (secondo turno)
4. Dmitrij Tursunov (Qualificato)

1. Ramón Delgado (secondo turno)
2. Nicolas Mahut (Qualificato)
3. Alex Bogdanović (Qualificato)
4. Frank Dancevic (Qualificato)

## Qualificati
1. Nicolas Mahut
2. Alex Bogdanović

1. Frank Dancevic
2. Dmitrij Tursunov

## Tabellone

### Legenda
| - Q = Qualificato - WC = Wild card - LL = Lucky loser | - ALT = Alternate - SE = Special Exempt - PR = Protected Ranking | - w/o = Walkover - r = Ritirato - d = Squalificato |

### Sezione 1
|  | Primo turno   | Primo turno   | Primo turno   | Primo turno | Primo turno |  |  | Secondo turno | Secondo turno | Secondo turno | Secondo turno | Secondo turno |   |   | Ultimo turno | Ultimo turno | Ultimo turno | Ultimo turno | Ultimo turno |  |
|  |               |               |               |             |             |  |  |               |               |               |               |               |   |   |              |              |              |              |              |  |
|  |               |               |               |             |             |  |  |               |               |               |               |               |   |   |              |              |              |              |              |  |
|  |               |               |               |             |             |  |  | 1             | Marsel İlhan  | Marsel İlhan  | 5             | 3             |   |   |              |              |              |              |              |  |
|  | Rik De Voest  | Rik De Voest  | Rik De Voest  | 7           | 6           |  |  |               | Rik De Voest  | Rik De Voest  | 7             | 6             |   |   |              |              |              |              |              |  |
|  | Yūichi Sugita | Yūichi Sugita | Yūichi Sugita | 64          | 2           |  |  |               |               |               |               |               |   |   |              | Rik De Voest | Rik De Voest | 65           | 4            |  |
|  | G Lapentti    | G Lapentti    | G Lapentti    | 6           | 7           |  |  |               |               | 6             | Nicolas Mahut | Nicolas Mahut | 7 | 6 |              |              |              |              |              |  |
|  | Jesse Witten  | Jesse Witten  | Jesse Witten  | 4           | 68          |  |  |               | G Lapentti    | 64            | 6             | 5             |   |   |              |              |              |              |              |  |
|  | 6             | Nicolas Mahut | Nicolas Mahut | 6           | 6           |  |  | 6             | Nicolas Mahut | 7             | 4             | 7             |   |   |              |              |              |              |              |  |
|  |               | Neil Pauffley | Neil Pauffley | 1           | 3           |  |  |               |               |               |               |               |   |   |              |              |              |              |              |  |

### Sezione 2
|  | Primo turno      | Primo turno      | Primo turno     | Primo turno | Primo turno |  |  | Secondo turno | Secondo turno    | Secondo turno    | Secondo turno   | Secondo turno |   |   | Ultimo turno | Ultimo turno   | Ultimo turno | Ultimo turno | Ultimo turno |  |
|  |                  |                  |                 |             |             |  |  |               |                  |                  |                 |               |   |   |              |                |              |              |              |  |
|  |                  |                  |                 |             |             |  |  |               |                  |                  |                 |               |   |   |              |                |              |              |              |  |
|  |                  |                  |                 |             |             |  |  | 2             | Ilija Bozoljac   | Ilija Bozoljac   | 7               | 6             |   |   |              |                |              |              |              |  |
|  | Joshua Milton    | Joshua Milton    | Joshua Milton   | 6           | 6           |  |  |               | Joshua Milton    | Joshua Milton    | 64              | 4             |   |   |              |                |              |              |              |  |
|  | Jack Carpenter   | Jack Carpenter   | Jack Carpenter  | 4           | 1           |  |  |               |                  |                  |                 |               |   |   | 2            | Ilija Bozoljac | 6            | 63           | 4            |  |
|  | Daniel Smethurst | Daniel Smethurst | 6               | 4           | 6           |  |  |               |                  | 7                | Alex Bogdanović | 4             | 7 | 6 |              |                |              |              |              |  |
|  | A Brugues-Davi   | A Brugues-Davi   | 1               | 6           | 4           |  |  |               | Daniel Smethurst | Daniel Smethurst | 1               | 0             |   |   |              |                |              |              |              |  |
|  | 7                | Alex Bogdanović  | Alex Bogdanović | 6           | 6           |  |  | 7             | Alex Bogdanović  | Alex Bogdanović  | 6               | 6             |   |   |              |                |              |              |              |  |
|  |                  | James Marsalek   | James Marsalek  | 1           | 2           |  |  |               |                  |                  |                 |               |   |   |              |                |              |              |              |  |

### Sezione 3
|  | Primo turno     | Primo turno     | Primo turno    | Primo turno | Primo turno |  |  | Secondo turno | Secondo turno  | Secondo turno  | Secondo turno  | Secondo turno  |   |   | Ultimo turno | Ultimo turno | Ultimo turno | Ultimo turno | Ultimo turno |  |
|  |                 |                 |                |             |             |  |  |               |                |                |                |                |   |   |              |              |              |              |              |  |
|  |                 |                 |                |             |             |  |  |               |                |                |                |                |   |   |              |              |              |              |              |  |
|  |                 |                 |                |             |             |  |  | 3             | Grega Žemlja   | 6              | 62             | 4              |   |   |              |              |              |              |              |  |
|  | Daniel Cox      | Daniel Cox      | Daniel Cox     | 6           | 7           |  |  |               | Daniel Cox     | 3              | 7              | 6              |   |   |              |              |              |              |              |  |
|  | Marcus Willis   | Marcus Willis   | Marcus Willis  | 3           | 65          |  |  |               |                |                |                |                |   |   |              | Daniel Cox   | Daniel Cox   | 4            | 3            |  |
|  | André Sá        | André Sá        | 7              | 3           | 6           |  |  |               |                | 8              | Frank Dancevic | Frank Dancevic | 6 | 6 |              |              |              |              |              |  |
|  | R Bautista Agut | R Bautista Agut | 65             | 6           | 1           |  |  |               | André Sá       | André Sá       | 4              | 5              |   |   |              |              |              |              |              |  |
|  | 8               | Frank Dancevic  | Frank Dancevic | 6           | 6           |  |  | 8             | Frank Dancevic | Frank Dancevic | 6              | 7              |   |   |              |              |              |              |              |  |
|  |                 | Kaden Hensel    | Kaden Hensel   | 3           | 4           |  |  |               |                |                |                |                |   |   |              |              |              |              |              |  |

### Sezione 4
|  | Primo turno   | Primo turno   | Primo turno   | Primo turno | Primo turno |  |  | Secondo turno | Secondo turno    | Secondo turno | Secondo turno | Secondo turno |   |   | Ultimo turno | Ultimo turno     | Ultimo turno | Ultimo turno | Ultimo turno |  |
|  |               |               |               |             |             |  |  |               |                  |               |               |               |   |   |              |                  |              |              |              |  |
|  |               |               |               |             |             |  |  |               |                  |               |               |               |   |   |              |                  |              |              |              |  |
|  |               |               |               |             |             |  |  | 4             | Dmitrij Tursunov | 7             | 3             | 6             |   |   |              |                  |              |              |              |  |
|  | Greg Jones    | Greg Jones    | Greg Jones    | 6           | 7           |  |  |               | Greg Jones       | 64            | 6             | 3             |   |   |              |                  |              |              |              |  |
|  | Ryler Deheart | Ryler Deheart | Ryler Deheart | 3           | 64          |  |  |               |                  |               |               |               |   |   | 4            | Dmitrij Tursunov | 3            | 6            | 6            |  |
|  | Daniel Evans  | Daniel Evans  | Daniel Evans  | 6           | 7           |  |  |               |                  |               | Daniel Evans  | 6             | 4 | 4 |              |                  |              |              |              |  |
|  | A Slabinsky   | A Slabinsky   | A Slabinsky   | 3           | 5           |  |  |               | Daniel Evans     | 3             | 6             | 6             |   |   |              |                  |              |              |              |  |
|  | 5             | Ramón Delgado | 6             | 3           | 7           |  |  | 5             | Ramón Delgado    | 6             | 3             | 4             |   |   |              |                  |              |              |              |  |
|  |               | Josh Goodall  | 3             | 6           | 62          |  |  |               |                  |               |               |               |   |   |              |                  |              |              |              |  |